# 刘也强
刘也强（1945年4月—2012年5月11日），吉林伊通人。中国共产党党员。北京航空学院（现北京航空航天大学）自动驾驶仪专业毕业，大学学历。历任共青团贵州省委副书记、书记；中共贵阳市委副书记、市纪委书记、代市长；贵州省委组织部长等职。1998年2月获任中共贵州省委常委，2005年1月被补选为贵州省政协副主席，2009年4月退休，2012年5月11日在贵阳逝世。